# Poovaara
Poovaara är en kulle i Finland.   Den ligger i den ekonomiska regionen Norra Lappland och landskapet Lappland, i den norra delen av landet, 800 km norr om huvudstaden Helsingfors. Toppen på Poovaara är 332 meter över havet, eller 130 meter över den omgivande terrängen. Bredden vid basen är 5,9 km.
Terrängen runt Poovaara är huvudsakligen platt. Runt Poovaara är det mycket glesbefolkat, med 2 invånare per kvadratkilometer. Det finns inga samhällen i närheten. 